# Esymus sesquivittatus
Esymus sesquivittatus är en skalbaggsart som beskrevs av Leon Fairmaire 1883. Esymus sesquivittatus ingår i släktet Esymus och familjen Aphodiidae. Inga underarter finns listade i Catalogue of Life.